# 做过头的魔神歼灭者的七大罪游戏
《做过头的魔神歼灭者的七大罪游戏》，为上綴人所撰写的轻小说，小说插画为GoHands绘制。日文版由讲谈社旗下的讲谈社轻小说文库出版。

## 登场人物

### 主要人物
小鸟游士狼（Sirou Takanashi）

本作男主角，士狼与唯是同班同学。隶属于【里吉祥寺】最强异能集团之一的“饿狼旅团”，是“饿狼旅团”排行第一的干部。持有“傲慢”、“愤怒”、“嫉妒”、“怠惰”、“暴食”、“强欲”、“色欲”七个异能。
鸿崎唯（Yui Kousaki）
本作女主角，唯与士狼是同班同学，在班里担任班长职务。校内公认的美少女，有着【千年一遇的班长】称号。持有“色欲”异能。

### 饿狼旅团
皇神美伽（Mika Oogami）
异能集团“饿狼旅团”的团长。持有“强欲”异能。
在决定成立旅团前，就已经和士狼认识。两人独处的时候，主从关系会瞬间逆转。
御堂炼也（Renya Midou）
异能集团“饿狼旅团”的成员，是士狼最信赖的好友，战斗力与士狼非常接近。持有“愤怒”异能。
因幡翠琴（Mikoto Inaba）
异能集团“饿狼旅团”的成员，凛的姐姐，持有“暴食”异能。
因幡凛（Rin Inaba）
异能集团“饿狼旅团”的成员，翠琴的妹妹，持有“嫉妒”异能。

## 书籍出版

### 轻小说
| 卷数 | 讲谈社        | 讲谈社                 | 单行本封面人物    |
| 卷数 | 發售日期      | ISBN                   | 单行本封面人物    |
| ---- | ------------- | ---------------------- | ----------------- |
| 1    | 2018年10月2日 | ISBN 978-4-06-511937-2 | 小鸟游士狼 鸿崎唯 |
| 2    | 2019年5月2日  | ISBN 978-4-06-515391-8 | 小鸟游士狼 鸿崎唯 |
| 3    | 2020年2月2日  | ISBN 978-4-06-518289-5 | 小鸟游士狼 鸿崎唯 |
| 4    |               |                        |                   |

### 漫画
本作漫画化连载开始于2018年10月3日，透过《月刊少年天狼星》网络版杂志“星期三的天狼星”实施，每月第二、四个星期三更新。纸质单行本仍以《月刊少年天狼星》名义发行。
| 卷数 | 讲谈社        | 讲谈社                 | 单行本封面人物  |
| 卷数 | 發售日期      | ISBN                   | 单行本封面人物  |
| ---- | ------------- | ---------------------- | --------------- |
| 1    | 2019年4月24日 | ISBN 978-4-06-515048-1 | 鸿崎唯          |
| 2    | 2019年12月9日 | ISBN 978-4-06-517477-7 | 皇神美伽        |
| 3    | 2020年5月8日  | ISBN 978-4-06-519615-1 | 因幡翠琴 因幡凜 |